# 進擊羔羊傳說
《進擊羔羊傳說》是一款由澳洲独立游戏工作室Massive Monster開發，Devolver Digital發行的Roguelike經營模擬遊戲，于2022年在macOS、Nintendo Switch、PlayStation 4、PlayStation 5、Windows、Xbox One和Xbox Series X/S平台发行。該作講述一隻頻臨死亡的附身羔羊遭名叫「待終冠主」（The One Who Waits）的陌生神明救助後，為了報答恩情而以其名義吸納一群忠實信徒，幫助牠們償還自身的「孽債」。
《進擊羔羊傳說》在發行後獲得評論家的廣泛讚賞，主要集中於玩法和重玩價值方面。遊戲同時獲得金搖桿獎、遊戲大獎和澳洲遊戲開發者獎的多項提名，除了在最後者四提四中外，亦最終抱走金搖桿獎最佳獨立遊戲。

## 遊戲玩法
《進擊羔羊傳說》的故事圍繞為一隻被附身的羔羊上，牠的任務是要組建一個邪教組織，以滿足拯救自己生命的惡神的願望。玩家要做的便是操縱這隻羊，在Roguelike舞台上發起一場十字軍東征，冒險進入五個區域、擊敗其中的敵人並藉此吸納追隨者。該作幾乎所有元素都是隨機生成的，無論是Roguelike元素、能收集的資源、能力和武器、可戰鬥的敵對邪教徒、非信徒形式的敵人，還是可解救的其他動物皆是如此；被解救的動物可以被招攬進玩家的教派之中。牠們有著可以被自定義的外貌與正面和負面的性格特徵，而這些會影響他們在邪教中的行為，以及對玩家為邪教作出的舉動的反應。
玩家可以在其邪教村落內管理自己的信徒，後者可以被分派諸如收集資源、大興土木、祭祀、舉行儀式及協助玩家戰鬥等任務，甚至可以獻祭他們，以增強教派本身或玩家的能力。玩家必須通過布道和儀式來滿足追隨者的需求，從而增強他們對教派的信心，除此之外還要作各種生存所需，例如做飯、提供住所，並維護村莊的環境衛生。否則信徒便可能會背叛玩家、傳播異議，並最終與其他人一起離開邪教；為了防止這種情況發生，玩家需要透過贍養、贈禮、再教育、用頸手枷囚禁等方式來制止他們繼續構詞惑眾。

### 與Twitch的合作
《進擊羔羊傳說》與直播網站Twitch合作，觀眾可以通過《羔羊夥伴》（Companion of the Lamb）擴充包內的「信徒抽獎樂」（Follower Raffle） 功能跟實況此遊戲的實況主互動，並量身訂做自己的「羔羊信徒」，而他們的用戶名亦會始終顯示在角色的上方。該擴充包的其他功能包括透過貢獻「忠誠點數」來讓實況主獲得隨機獎勵的「Twitch圖騰欄」（Twitch Totem Bar），以及「助人或害人」（Help or Hinder）——以投票來決定幫助或阻礙實況主的遊戲進程。

## 劇情簡介
在一存在假先知的國度上，一隻據說是羊類最後個體的「羔羊」（Lamb）被帶到「舊宗」（Old Faith）的「四大主教」（The Four Bishops）面前，並在牠們面前被獻祭。「死」後，羔羊與一被鎖鏈囚禁著的奇怪神靈「待終冠主」（The One Who Waits）會面，後者要求前者以其名義創立一宗教，「待終冠主」給了「羔羊」一頂惡魔王冠後，便將牠復活。

## 開發
《進擊羔羊傳說》是在受維多利亞州政府旗下的VicScreen維多利亞生產基金（Victorian Production Fund）的贊助下，由此前曾製作《冒險伙伴》（The Adventure Pals）、《絕不放棄》和《独轮车长颈鹿》（Unicycle Giraffe）的澳洲獨立遊戲工作室Massive Monster開發。該作在2021年的Gamescom上首次披露，並在2022年8月11日正式發售，同時Massive Monster亦已計劃對其進行免費的發行後內容更新。

## 反應
| 汇总媒体   | 得分                                           |
| ---------- | ---------------------------------------------- |
| Metacritic | NS：79/100 PC：82/100 PS5：86/100 XSXS：88/100 |

| 媒体            | 得分   |
| --------------- | ------ |
| Destructoid     | 8.5/10 |
| 电子游戏月刊    | [ 20 ] |
| Game Informer   | 8/10   |
| Game Revolution | [ 22 ] |
| GameSpot        | 9/10   |
| IGN             | 8/10   |
| Nintendo Life   | [ 25 ] |
| PC Gamer美国    | 82/100 |
| Push Square     | [ 27 ] |
| Shacknews       | 8/10   |
| TouchArcade     | 3.5/5  |
| 衛報            | [ 30 ] |
| 偏鋒雜誌        | [ 31 ] |

《進擊羔羊傳說》在發行後收獲頗為正面的評價，在Metacritic上，PC版和Switch版皆為根據10條評論獲得79/100分，PS5版為8條評論的86/100分，而XSXS版則根據6條評論評出88/100分，四者同屬「大致正面評價」級別。GameSpot的潔西卡·霍華德（Jessica Howard）給予該作9/10分，讚揚其戰鬥「節奏明快、流暢且有趣」，同時也對遊戲本身可參與的觀眾玩家數量感到驚訝，而這也大幅增加了可重玩性。Destructoid的喬丹·德沃雷（Jordan Devore）為《進擊羔羊傳說》給出8.5/10分，他認為該作成功地用一種易於理解的方式，呈現出其所有應當發揮作用的元素。PC Gamer的路克·坎普（Luke Kamp）打出82/100分，並將《進擊羔羊傳說》比作動物森友會系列，表示前者就是當狸克渴望權力，而不是金錢時會發生的事。儘管管理邪教的方式看起來十分複雜，但這卻從來不會讓人覺得難以承受，而他自己也樂在其中。IGN的湯姆·馬克斯（Tom Marks）則為該作評出8/10分，同時對其平衡恐怖主題與「可愛的卡通氛圍」的方式表示讚賞。
儘管打出了8/10分，Game Informer的韋斯利·勒布朗（Wesley LeBlanc）仍批評很難花時間去打造自己的邪教，並感嘆道：「教派充斥著淋漓滿目的門面之物，我卻很少有時間能專注其中，這是一件令人很失望的事」。與前者相反的是，《偏鋒雜誌》的史蒂芬·斯凱夫（Steven Scaife）可說是幾乎不帶任何讚賞，僅給予《進擊羔羊傳說》5星中的2星，除了認為其戰鬥乏味無趣外，不斷更動及解鎖的事物彷彿是企圖通過持續提醒玩家做某事，來掩飾遊戲本身的單調，表現起來就像是將Roguelike元素、邪惡風格與諸如《動物森友會》等作品半知半解地胡亂融合後，形成的機制清單。《华盛顿邮报》的愛麗絲·史丹利（Alyse Stanley）同樣對該作的戰鬥表示嫌惡，打起來時感覺一團糟：「即使你沒有不斷使用滑行，遊戲的2.5D視角還是會讓你很難判斷自己的角色在哪裡」。

### 銷售
《進擊羔羊傳說》在發行首週後便售出了約100萬份。

### 獲得獎項與提名
| 年份 | 獎項             | 類別         | 結果 | 來源          |
| ---- | ---------------- | ------------ | ---- | ------------- |
| 2022 | 澳洲遊戲開發者獎 | 年度遊戲     | 獲獎 | [ 33 ]        |
| 2022 | 澳洲遊戲開發者獎 | 傑出音樂成就 | 獲獎 | [ 33 ]        |
| 2022 | 澳洲遊戲開發者獎 | 傑出美術成就 | 獲獎 | [ 33 ]        |
| 2022 | 澳洲遊戲開發者獎 | 傑出遊戲成就 | 獲獎 | [ 33 ]        |
| 2022 | 金搖桿獎         | 最佳視覺設計 | 提名 | [ 34 ] [ 35 ] |
| 2022 | 金搖桿獎         | 最佳獨立遊戲 | 獲獎 | [ 34 ] [ 35 ] |
| 2022 | 遊戲大獎         | 最佳獨立遊戲 | 提名 | [ 36 ]        |
| 2023 | Gayming Awards   | 年度遊戲     | 獲獎 | [ 37 ]        |

## 外部連結
- 官方网站